# Apolo Nsibambi
Apolo Nsibambi, född 25 oktober 1940, död 28 maj 2019, var en ugandisk politiker och professor. Han var mellan 1999 och 2011 Ugandas premiärminister. Innan han blev minister i Musevenis regering 1996 var han chef för institutet för social forskning vid landets främsta universitet, Makerereuniversitetet.